# Zhang Zetian
Zhang Zetian (ur. 20 września 1973) – chiński zapaśnik w stylu klasycznym. Zajął 25 miejsce na mistrzostwach świata w 1995. Mistrz Azji w 1991. Czwarty na igrzyskach wschodniej Azji w 1997 roku.